# Canta con mariachi Volumen 4
Canta con mariachi Volumen 4 es el décimo álbum de la cantante española Rocío Dúrcal, producido y realizado por el cantautor mexicano Juan Gabriel, publicado en el año 1980. Esta vez los cantantes decidieron reunir por primera vez en un álbum 11 temas clásicos de la música ranchera, dejando así a un lado las canciones de Juan Gabriel como era costumbre entre ellos en las anteriores producciones musicales. Rocío Dúrcal interpreta canciones de la autoría de grandes compositores y cantantes como Agustín Lara, José Alfredo Jiménez entre otros grandes de la canción mexicana, dándole a la vez un estilo muy propio a las canciones. El primer sencillo en ser publicado fue "Luz De Luna" popularizándose rápidamente en las principales cadenas de radio de Latinoamérica.

## Lista de temas
|     | Título             | Autor(es)                            | Duración |
| --- | ------------------ | ------------------------------------ | -------- |
| 1.  | Ruega Por Nosotros | Alberto Cervantes                    | 2:34     |
| 2.  | Oh Gran Dios!      | Dominio Público                      | 3:24     |
| 3.  | Cuando Dos Almas   | Fructuoso Gándara                    | 3:01     |
| 4.  | Imposible          | Agustín Lara                         | 2:45     |
| 5.  | Ojos Tristes       | Guty Cárdenas                        | 2:46     |
| 6.  | Distancia          | Luis Arcaraz                         | 3:10     |
| 7.  | Un Sueño De Tantos | Abelardo Pulido                      | 2:53     |
| 8.  | Renunciación       | Antonio V. Herrera                   | 3:20     |
| 9.  | Cuando El Destino  | José Alfredo Jiménez                 | 2:37     |
| 10. | Amémonos           | Manuel M. Flórez, Carlos Montbrun O. | 2:31     |
| 11. | Luz De Luna        | Álvaro Carrillo                      | 3:21     |

## Certificaciones obtenidas por el álbum
- Certificaciones[2]

| País      | Certificación   |
| --------- | --------------- |
| México    | 2x Disco de Oro |
| Venezuela | Disco de oro    |
| España    | Disco de oro    |

## Músicos
- Rocío Dúrcal: Voz.
- Mariachi Los Vargas de Arturo Méndez.